# Molophilus smithersi
Molophilus smithersi är en tvåvingeart som beskrevs av Günther Theischinger 2000. Molophilus smithersi ingår i släktet Molophilus och familjen småharkrankar. Inga underarter finns listade i Catalogue of Life.